# عزرا جاكوب كراوس
عزرا جاكوب كراوس (19 مارس 1885 - 28 فبراير 1960) بستاني وعالم نبات أمريكي.

## روابط خارجية
- أعمال أو نبذة عن عزرا جاكوب كراوس على أرشيف الإنترنت
- Guide to the Ezra J. Kraus Papers 1915-1947 at University of Chicago Library